# Clermont-Ferrand villamosvonal-hálózata
Clermont-Ferrand villamosvonal-hálózata (francia nyelven: Tramway de Clermont-Ferrand) egy villamoshálózat volt Clermont-Ferrand városában. A villamosüzem 1890-ben indult és 1956-ban szűnt meg az autóbuszok miatt.
2006-ban, mint már kötöttpályás busz született újjá. A hálózat jelenleg egy vonalból áll, melynek hossza 12,3 km. A városban 30 STE 4 sorozatú jármű közlekedik felsővezetékes 750 voltos egyenáramú áramrendszerrel.

## Története

### Villamosként

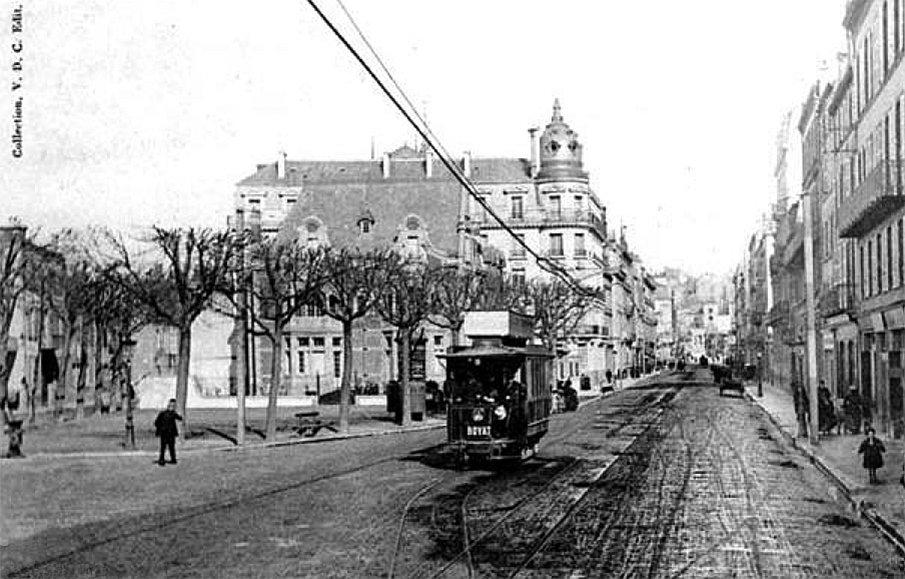
Clermont-Ferrand villamosa az 1900-as évek elején

Az első villamost Clermont-Ferrand-ban 1890. január 7-én állította üzembe a Clermont Ferrandi Electric Tramway Company vállalat. A Clermont-Ferrandi villamos megkülönböztette magát a többi rendszertől, mivel Franciaországban ez az üzem volt az első, amely villamos energiát használt.
Az első 1000 mm-es nyomtávolságú villamospálya Montferrandtól Jaude-ig futott. Röviddel ezután megnyílt egy hosszabbítás Royat felé az l'Avenue des Thermes-en. Összesen 22 kéttengelyes villamos került forgalomba. 1902-ben megnyílt a Jaude és a Place Delille közötti szakasz a Place Gaillard útján. 1913-ban a Salins-on keresztül a Cermont-Ferrand pályaudvarra vezető összeköttetést és a Place Gaillard et Fontgiève közötti rövid szakaszt állították üzembe.
Az első világháború előtt a Beaumont-vonalat Ceyrat-ig meghosszabbították. 1928-ban létrejött egy kapcsolat az Aubière-hez, a 3. vonal nyomvonalát követve az Avenue Léon Blum úton.
A második világháború végén a villamosközlekedés népszerűsége visszaesett. Amint az autók egyre népszerűbbek lettek, a kormány nem a tömegközlekedési rendszerekre összpontosított, hanem az utak és az autópályák bővítésére. A villamosokat fokozatosan buszok váltották fel.
Clermont-Ferrand utolsó villamosa 1956. március 17-én közlekedett utoljára. Ezt követően a város tömegközlekedését kizárólag buszokkal szolgálták ki. Sok helyen a síneket leburkolták, hogy utat engedjenek az autóknak.

### Modern villamos (2006-tól)
Az 1970-es években megnőtt az aggodalom az autóhasználat következményei miatt. Az 1983-as választásokon villamosüzemet javasolt Roger Quilliot szocialista polgármester az újraválasztási kampányában.
A villamosprojektet azonban csak 1990-ben kezdték el komolyan megfontolni. A rendszer fejlesztését a SOFRETU (ma Systra) kapta meg, amely két villamosvonal kiépítését javasolta: egy észak-déli vonalat (amelyből végül A vonal lett) és egy kelet-nyugati vonal. 1996-ban ajánlatot kértek a villamospálya gördülőállományára. Az Alstom azt javasolta, hogy az Alstom Citadis villamosokat használják a rendszerhez, és az Alstom Citadis villamosokat 1996. október 14-én meg is vásárolták az A vonalra. Így az első villamos a SOFRETU javaslatát követte, amely megfelelt a mai A vonalnak.
A Clermont-Ferrand-i Kereskedelmi és Iparkamara (főleg a Michelin) nyomására azonban ezt a kezdeti villamosprojektet leállította. A felülvizsgált projekt 2000-ben készült el.
Új ajánlatokat kértek 2002-ben, az új ajánlattevők a következők voltak: az Irisbus a Civis trolibusszal, a Bombardier a TVR vasúti tranzitrendszerével és a Lohr Industrie a Translohr rendszerével. A szerződést végül a Lohr Industrie nyerte el a kormány és a Michelin nyomására.
A tesztelési szakaszon egy kisiklás történt, így az első szakasz felavatása egy hónappal elmaradt, de végül 2006 novemberében megnyílt. A vonal többi része 2007. augusztus 27-én nyílt meg.
A vonal 2013-ban hét hétre bezárt, hogy több megálló peronját felújíthassák.

## Megállók
A kötöttpályás busznak jelenleg 34 megállója van:
| Állomásnév                 | Község           | Átszállási lehetőség a T2C buszvonalaira                          |
| -------------------------- | ---------------- | ----------------------------------------------------------------- |
| Les Vergnes                | Clermont-Ferrand |                                                                   |
| Stade Gabriel Montpied     | Clermont-Ferrand | 3 és 21                                                           |
| La Plaine                  | Clermont-Ferrand | 21                                                                |
| Champratel                 | Clermont-Ferrand | 24                                                                |
| Croix de Neyrat            | Clermont-Ferrand | 21 és 24                                                          |
| Hauts de Chanturgue        | Clermont-Ferrand | 21 és 24                                                          |
| Collège Albert Camus       | Clermont-Ferrand | nincs                                                             |
| Les Vignes                 | Clermont-Ferrand | 3 és 31                                                           |
| Lycée Ambroise Brugière    | Clermont-Ferrand | nincs                                                             |
| Les Pistes                 | Clermont-Ferrand | 33                                                                |
| Musée d'art Roger Quilliot | Clermont-Ferrand | 20, 21 és 33                                                      |
| Montferrand — La Fontaine  | Clermont-Ferrand | nincs                                                             |
| Gravière                   | Clermont-Ferrand | nincs                                                             |
| Stade Marcel Michelin      | Clermont-Ferrand | B                                                                 |
| 1er Mai                    | Clermont-Ferrand | 3 és 4                                                            |
| Les Carmes                 | Clermont-Ferrand | 27                                                                |
| Delille Montlosier         | Clermont-Ferrand | 3, 4, 7, 12, 27, 35 és 36                                         |
| Hôtel de Ville             | Clermont-Ferrand | nincs                                                             |
| Gaillard                   | Clermont-Ferrand | 5 és 32                                                           |
| Jaude                      | Clermont-Ferrand | B, C, 9 és 10                                                     |
| Lagarlaye                  | Clermont-Ferrand | nincs                                                             |
| Maison de la Culture       | Clermont-Ferrand | 4, 8 és 13                                                        |
| Universités                | Clermont-Ferrand | 3 and Gare de la Rotonde                                          |
| Saint-Jacques — Dolet      | Clermont-Ferrand | nincs                                                             |
| CHU Gabriel Montpied       | Clermont-Ferrand | 8                                                                 |
| Saint-Jacques — Loucheur   | Clermont-Ferrand | 8                                                                 |
| Léon Blum                  | Clermont-Ferrand | nincs                                                             |
| La Chaux                   | Aubière          | nincs                                                             |
| Cézeaux — Pellez           | Aubière          | nincs                                                             |
| Campus                     | Aubière          | nincs                                                             |
| Margeride                  | Aubière          | 13                                                                |
| Fontaine du Bac            | Clermont-Ferrand | 2                                                                 |
| Lycée Lafayette            | Clermont-Ferrand | C és 22                                                           |
| La Pardieu Gare            | Clermont-Ferrand | Gare de Clermont-La Pardieu, 9 (vasárnap és munkaszüneti napokon) |